# Regueiro (Abegondo)
Regueiro (llamada oficialmente O Regueiro) es una aldea española situada en la parroquia de Leiro, del municipio de Abegondo, en la provincia de La Coruña, Galicia.

## Demografía
| Gráfica de evolución demográfica de Regueiro entre 1999 y 2018 |
|                                                                |
| Datos según el nomenclátor publicado por el INE.               |